# NGC 3304
NGC 3304 é uma galáxia espiral barrada (SBa) localizada na direcção da constelação de Leo Minor. Possui uma declinação de +37° 27' 23" e uma ascensão recta de 10 horas, 37 minutos e 37,9 segundos.
A galáxia NGC 3304 foi descoberta em 17 de Março de 1787 por William Herschel.